# オーストリア一周
オーストリア一周（独: Österreich Rundfahrt エースタライヒ・ルントファールト）は、例年7月上旬にオーストリアで開催されている自転車ロードレースのステージレース。日本では英語名称のツアー・オブ・オーストリア（英: Tour of Austria）も広く用いられている。1949年に創設されたが、1995年までの開催は、アマチュア選手に出場が限定されていた。2005年、UCIヨーロッパツアーに組み込まれ、2006年までは2.1クラスのレースだったが、2007年より2.HCに格上げされた。2016年に再び2.1に戻ったが、2020年よりUCIプロシリーズへ昇格。しかし、新型コロナウイルス感染症の世界的流行や財政難の影響で2020年から2022年までの3年間は開催出来なかった。2023年、再びUCIヨーロッパツアー2.1のレースとして再開された。

## 歴代優勝者
1996年以降
| 年   | 優勝者                                       |
| ---- | -------------------------------------------- |
| 1996 | フランク・ファンデンブルック                 |
| 1997 | ダニエーレ・ナルデッロ                       |
| 1998 | ベアート・ツベルク                           |
| 1999 | マルツィオ・ヴァンデッリ                     |
| 2000 | ゲオルク・トチュニヒ                         |
| 2001 | カデル・エヴァンス                           |
| 2002 | ゲリット・グロムザー                         |
| 2003 | ゲリット・グロムザー (2)                     |
| 2004 | カデル・エヴァンス (2)                       |
| 2005 | フアン・ミゲル・メルカド                     |
| 2006 | トム・ダニエルソン                           |
| 2007 | ステイン・デヴォルデル                       |
| 2008 | トーマス・ローレッガー                       |
| 2009 | ミヒャエル・アルバジーニ                     |
| 2010 | リカルド・リッコ                             |
| 2011 | フレドリック・ケシアコフ                     |
| 2012 | ヤコブ・フグルサング                         |
| 2013 | リッカルド・ツォイドル                       |
| 2014 | ピーター・ケノー                             |
| 2015 | ビクトル・デ・ラ・パルテ                     |
| 2016 | ヤン・ヒルト                                 |
| 2017 | デリオ・フェルナンデス                       |
| 2018 | ベン・ヘルマンス                             |
| 2019 | ベン・ヘルマンス (2)                         |
| 2020 | 新型コロナウィルス感染拡大の影響により未開催 |
| 2021 | 財政難により中止                             |
| 2022 | 財政難により中止                             |
| 2023 | ジョナタン・ナルバエス                       |
| 2024 | ディエゴ・ウリッシ                           |
| 2025 | イサーク・デルトロ                           |